# Georg Johan Maydell den äldre
Georg Johan Maidel (även Maydell eller Maijdell), född 1648 i Etz (Wierland), död i juni 1710 i Reval, var en svensk friherre (från 1693) och militär. Han var stamfar för den svenska friherrliga ätten Maydell.

## Biografi

### Tidig karriär
Georg Johan Maidel d.ä. var son till majoren Otto Johan Maidel. Han tjänade som page hos Simon Grundel-Helmfelt 1658 och blev 1661 musketerare vid Frantz Knorringhs regemente i Narva. Senare samma år blev han förare vid von Gerttens regemente och 1662 fänrik vid Åbo läns infanteriregemente. 1666 tjänstgjorde han som fänrik vid Johann Georg von Dourers regemente i spanska Nederländerna och befordrades 1667 till kaptenlöjtnant. Maidel tjänstgjorde 1668-1675 som kapten vid Sanctoswiniska regementet i spanska Nederländerna. 
Kort före utbrottet av skånska kriget blev han överstelöjtnant för Jochim von Sydows värvade dragonregemente i Stade, följde med regementet under marschen mot Skåne detta år och utmärkte sig i slaget vid Halmstad där han sårades. 1677 var han förlagd till Kalmar och deltog i försvaret av Borgholm, hösten 1677 blev han överstelöjtnant vid Johan Leonard Wittenbergs dragonregemente. Under 1678 deltog han först i försvaret av Öland, och förflyttades senare under året till Estland.  Maydell blev 1686 överste för Tavastehus läns infanteriregemente  och var vice landshövding i Nylands och Tavastehus län åren 1696-97.

### Stora nordiska kriget
Maydell blev i mars 1700 befordrad till generalmajor vid infanteriet och tjänstgjorde i början av kriget under Otto Vellingk och spelade en viktig roll under slaget vid Jungfernhof. I slaget vid Narva stred han på västra flygeln under Karl XII och Carl Gustaf Rehnskiöld. Han deltog även i övergången av Düna och förde vintern 1702 förstärkningar från Finland genom Litauen till huvudarmén. 1703 befordrades Maidel till generallöjtnant och överbefälhavare i Finland med fria händer att leda krigsoperationerna. Under de följande åren förde han med underlägsna trupper ett envist försvarskrig mot ryssarna på Karelska näset. 1704 gjorde han ett misslyckat försök att undsätta Narva, 1705 anföll han två gånger försvarsanläggningarna på Reitskär och förstörde dem och ledde 1706 framgångsrikt försvaret av Viborg. 

### Avsked och död
Maidel befordrades 1706 till general men begärde redan året därpå avsked från sin post, åberopande sig ålderskäl men troligen även missnöjd med klander från Georg Lybecker och defensionskommissionen rörande sina insatser. Karl XII beviljade avskedet med beklagande och lät Maidel behålla sin generalslön. Han avled 1710 i Reval kort före stadens fall.
Georg Johan Maydell var gift med:
1. Hedvig Helena Taube af Fähna, 1680
2. friherrinna Helene Creutz (död 1730)